# El Zapote, Honduras
El Zapote är en ort i Honduras.   Den ligger i departementet Departamento de Cortés, i den västra delen av landet, 120 km nordväst om huvudstaden Tegucigalpa. El Zapote ligger 410 meter över havet och antalet invånare är 970.
Terrängen runt El Zapote är kuperad. Runt El Zapote är det mycket glesbefolkat, med 4 invånare per kvadratkilometer. Närmaste större samhälle är Santa Cruz de Yojoa, 6,5 km sydväst om El Zapote. 